# Bitwa o Termoli
Bitwa o Termoli − jedna z bitew kampanii włoskiej podczas II wojny światowej. Została stoczona w dniach 3–6 października 1943 roku pomiędzy wojskami brytyjskimi a niemieckimi o kontrolę nad portowym miastem Termoli. Rozpoczęła się nocnym desantem z morza brytyjskich sił specjalnych, przeprowadzonym w ramach operacji o kryptonimie Devon, które zdobyły miasto, a następnie wraz z oddziałami 78 Dywizji Piechoty broniły go przed kontratakami niemieckiej 16 Dywizji Pancernej. Zakończyła się, gdy z odsieczą obrońcom przybyły brytyjskie i kanadyjskie czołgi.

## Podłoże

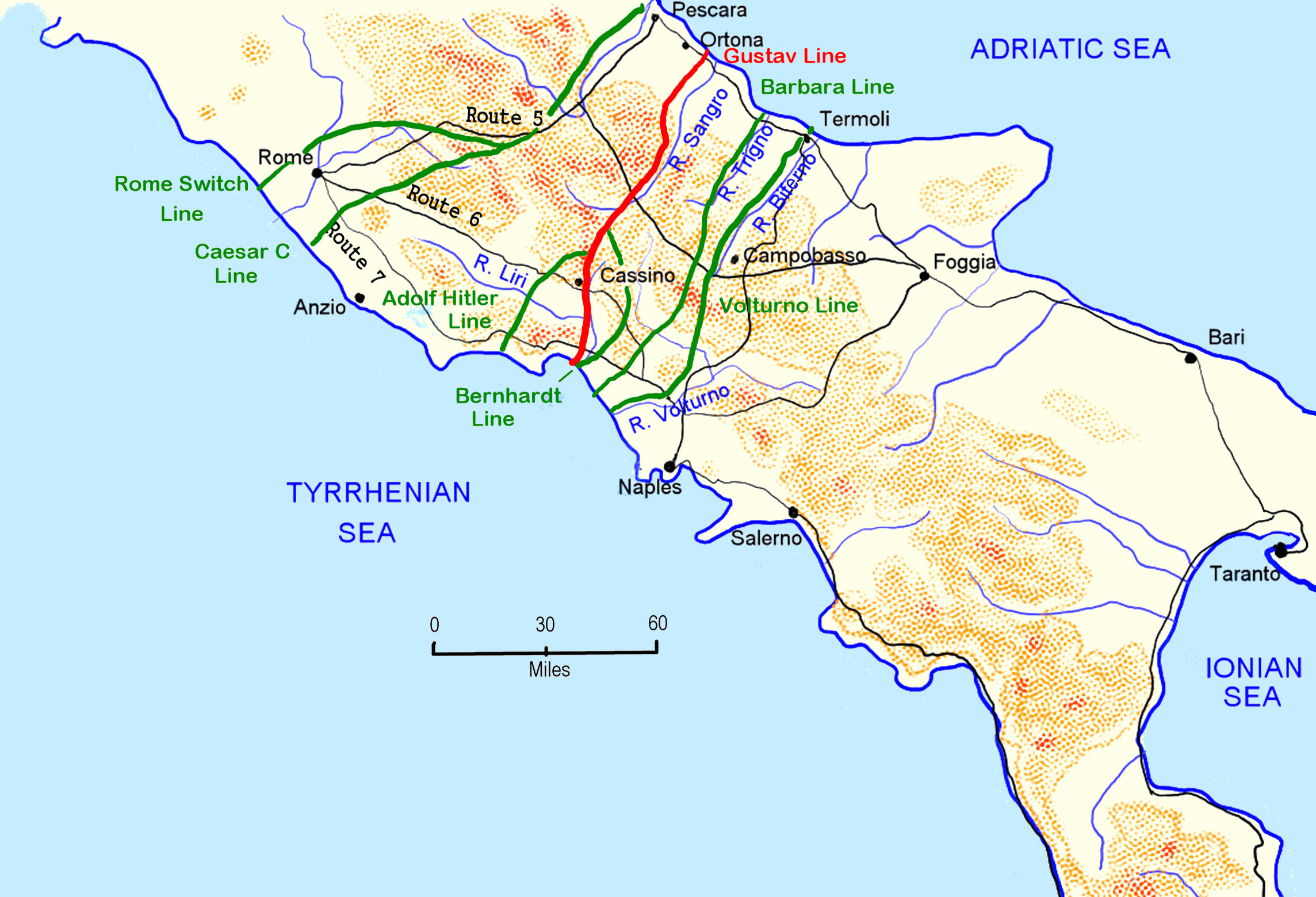
Niemieckie linie obronne w środkowych Włoszech

W konsekwencji udanych alianckich operacji desantowych na południu Półwyspu Apenińskiego i kapitulacji Włoch wojska niemieckie wycofały się w drugiej połowie września 1943 roku na tzw. Linię Volturno − linię obronną ciągnącą się od ujścia rzeki Volturno nad Morzem Tyrreńskim do ujścia rzeki Biferno nad Morzem Adriatyckim. Była ona pierwszą z kilku przygotowanych w środkowych Włoszech przez feldmarszałka Kesselringa, których zadaniem było powstrzymanie wojsk alianckich przed dotarciem do Rzymu. Na zachodzie linię szturmowała amerykańska 5 Armia, natomiast na wschodzie brytyjska 8 Armia. Na prawym skrzydle tej drugiej, wzdłuż wybrzeża Adriatyku nacierał XIII Korpus gen. Milesa Dempseya. Dotarł on w pobliże Volturno pod koniec września. Dowódca 8 Armii gen. Bernard Law Montgomery zaplanował przełamanie pozycji niemieckich w tym rejonie przez podwójne uderzenie − część XIII Korpusu miała przeprowadzić czołowe natarcie i sforsować Biferno, natomiast przydzielone do korpusu jednostki sił specjalnych miały wylądować koło portu Termoli, leżącego 3 km na północ od ujścia rzeki. Komandosi przecięliby tym samym drogę odwrotu oddziałom niemieckim na Linii Volturno, a także mogliby zaatakować je od tyłu, ułatwiając przeprawę głównym siłom Dempseya.

## Siły stron

### Brytyjczycy
Do przeprowadzenia desantu pod Termoli (kryptonim "Operacja Devon") została wyznaczona sformowana ad hoc brygada sił specjalnych pod dowództwem ppłk. Johna Durnforda-Slatera, nominalnie dowódcy 3 Commando. Składała się z 3 Commando (p.o. d-cy kpt. Kromrower), 40 Commando Royal Marines (d-ca ppłk Manners) oraz Special Raiding Squadron (część dawnego 1 Pułku SAS; d-ca mjr Mayne). W sumie brygada liczyła około 1000 ludzi.
Komandosów miała wesprzeć 78 Dywizja Piechoty gen. Vyvyana Evelegha. Jej 11 Brygada Piechoty wzmocniona dywizyjnym pancernym pułkiem rozpoznawczym miała przebić się do Termoli forsując Biferno. Za nimi miała podążać przydzielona do dywizji 4 Brygada Pancerna. Natomiast 36 i 38 Brygada Piechoty miały zostać dostarczone do miasta drogą morską w późniejszym etapie bitwy.

### Niemcy
Adriatycki odcinek Linii Volturno obsadzała znana z bitności i wysokiego poziomu wyszkolenia 1 Dywizja Strzelców Spadochronowych gen. Richarda Heidricha. Ujścia Biferno i okolic Termoli bronił jeden z jej batalionów. W samym mieście znajdowały się jedynie jednostki tyłowe, pododdział saperów, sztab Heidricha i pluton spadochroniarzy (w sumie około 500 żołnierzy). Feldmarszałek Albert Kesselring nakazał utrzymanie Termoli za wszelką cenę. Aby wzmocnić jego obronę wysłał w ten rejon 16 Dywizję Pancerną gen. Sickeniusa, która właśnie wypoczywała po ciężkich walkach pod Salerno. Mimo że była znacznie osłabiona, jej czołgi PzKpfw IV stanowiły wielkie zagrożenie dla lekko uzbrojonej brytyjskiej piechoty i komandosów. W chwili rozpoczęcia Operacji Devon była ona jednak wciąż w drodze.

## Przebieg

### Operacja Devon
Brygada Durnforda-Slatera wypłynęła z Manfredonii w południe 1 października na pokładzie okrętów desantowych. Rejon koncentracji w pobliżu ujścia Biferno osiągnęły one 2 października. Lądowania jako pierwsze miało dokonać niecały kilometr na zachód od Termoli 3 Commando, w ślad za nim mieli wyjść na ląd Royal Marines i SRS. 3 października o godz. 2.15 w nocy rozpoczął się desant. Komandosi 3 Commando bez trudu opanowali przyczółek; plaża okazała się niebroniona. Przez ich pozycje przeszło następnie 40 Commando RM, które uderzyło na Termoli, oraz 207 żołnierzy SRS, którzy podążyli na południowe przedmieścia, w kierunku przepraw na Biferno. Komandosom piechoty morskiej, wzmocnionym później kompanią z 3 Commando, udało się wedrzeć do miasta, choć desperacki opór próbowali im stawić niemieccy spadochroniarze, szczególnie w rejonie dworca kolejowego. Do godziny 8.00 Brytyjczycy opanowali Termoli, biorąc do niewoli około 70 jeńców. Reszta obrońców poległa, bądź wycofała się. Zdobycie miasta było dla Niemców całkowitym zaskoczeniem. Przez cały poranek próbowały wjeżdżać do niego niczego niespodziewające się pociągi i ciężarówki z zaopatrzeniem i żołnierzami, które komandosi przejmowali lub niszczyli w zasadzkach.
Tymczasem niemieckie pozycje nad Biferno przełamała 11 Brygada Piechoty, forsując rzekę w kilku miejscach pieszo. Mosty zostały wysadzone, jednak saperzy szybko zbudowali prowizoryczny most pontonowy, po którym przeprawił się również 56 Pancerny Pułk Rozpoznawczy oraz oddziały wsparcia z artylerią przeciwpancerną i przeciwlotniczą. Jednostki te połączyły się z komandosami i po południu wkroczyły do Termoli. Przeprawa reszty oddziałów 78 Dywizji została jednak uniemożliwiona przez nagłe załamanie się pogody. Spadł ulewny deszcz, który znacznie podniósł poziom wody w rzece. Wezbrane wody zniszczyły most pontonowy, a drogi i pola zamieniły się w połacie błota, uniemożliwiając ruch czołgów i innego ciężkiego sprzętu. W rezultacie Brytyjczycy obsadzający Termoli zostali odcięci od reszty XIII Korpusu. Sytuację nieznacznie poprawiło przybycie drogą morską w nocy z 3 na 4 października 36 Brygady Piechoty.

### Niemiecki kontratak
Niemiecka 16 Dywizja Pancerna dotarła pod Termoli 4 października i z marszu uderzyła na okopanych wokół miasta Brytyjczyków. Główny atak wyprowadziła siłami dwóch kampfgruppen: „Stempel” (64 Pułk Grenadierów Pancernych) i „Doering” (79 Pułk Grenadierów Pancernych) wzmocnionymi czołgami 2 Pułku Pancernego. Krytyczny moment bitwy nastąpił 5 października, kiedy to atakujący rozbili jeden z brytyjskich batalionów i zepchnęli pozostałych obrońców niemal do samego miasta, miejscami docierając na odległość niecałych 400 metrów od portu. Tego samego dnia saperzy 78 Dywizji Piechoty odbudowali jednak most na Biferno, umożliwiając przeprawę czołgom pułku 3rd County of London Yeomanry z 4 Brygady Pancernej, którego pierwszy szwadron znalazł się na drugim brzegu po godzinie 14.30. 
W ciągu następnych 36 godzin wokół Termoli toczyła się bitwa pancerna, o wyniku której przesądziło dotarcie dalszych posiłków alianckich w postaci brytyjskiej 38 Brygady Piechoty i 12 Pułku Pancernego z 1 Kanadyjskiej Brygady Pancernej. 6 października brytyjskie i kanadyjskie czołgi wsparte piechotą z 78 Dywizji przeprowadziły zmasowane kontruderzenie. Niemcy zostali odepchnięci spod miasta i zagrożeni oskrzydleniem rozpoczęli generalny odwrót na północ. Tym samym wschodni odcinek Linii Volturno został przełamany. Sześć dni później przez jej zachodni odcinek rozpoczęła przebijać się amerykańska 5 Armia. W rezultacie niemieckie wojska wycofały się na kolejną pozycję obronną − Linię Barbary.